# Георгий (Вагнер)
Архиепи́скоп Гео́ргий (фр. Archevêque Georges, в миру Георг Вагнер, нем. Georg Wagner, русифицированная форма имени Гео́ргий Ка́рлович Ва́гнер, также Жорж Вагнер, фр. Georges Wagner; 10 марта 1930, Берлин — 6 апреля 1993, Аньер-сюр-Сен) — епископ Константинопольской православной церкви, титулярный архиепископ Евдокиадский (1971—1993), предстоятель Архиепископии православных русских церквей в Западной Европе (1981—1993). Богослов, преподаватель и профессор Свято-Сергиевского богословского института в Париже, автор работ по истории православного богослужения и канонического права.

## Семья

### Юность и учёба
Родился 10 марта 1930 года в немецкой протестантской семье в Берлине.
Его мать, Марта Вагнер, открыла для себя православие в 1930-е годы в церкви святого Владимира на Находштрассе, настоятелем которой в то время был архимандрит Иоанн (Шаховской). Она привела своего сына в русские приходы Берлина в конце Второй мировой войны. Этими приходами управлял архиепископ Александр (Немоловский), живший тогда под домашним арестом в Берлине. В конце войны архиепископ Александр переходит в Московский Патриархат вместе со всеми приходами в Берлине и Советской зоны оккупации Германии.
В 1948 году в Свято-Владимирском приходе Берлина, во время начавшегося берлинского кризиса, был принят в православие. Один из берлинских священников протоиерей Сергий Положенский сыграл важную роль в духовном пути молодого человека.
В 1949 году, окончив гимназию в Берлине, поступил в Свято-Сергиевский богословский институт в Париже, где запомнился как добросовестный и сдержанный студент. Другим духовным отцом молодого студента был будущий епископ Мефодий (Кульман), который жил в Аньере.
В 1953 году окончил Свято-Сергиевский богословский институт в Париже, защитив кандидатскую диссертацию по мариологии на тему «Мариология Отцов II и III веков», подготовленную под руководством руководством профессора архимандрита Киприана (Керна). Успешно защитив диссертацию, Георгий Вагнер по приглашён Советом профессоров Института продолжить учебные занятия в течение года по специализации (études de spécialisation). Предполагалось, в то же время, частично возложить на него преподавание экзегетики Нового Завета чтобы облегчить задачу епископу Кассиану (Безобразову), который, в дополнение к его преподавательской и научной деятельности, занимал должность ректора Свято-Сергиевского богословского института. Однако этот план не был реализован. Будучи немцем, прекрасно овладел русским языком; по свидетельству Андрея Лоссого, «хотя и с акцентом, но по-русски он говорил идеально».
В мае следующего года, по приглашению Патриарха Константинопольского Афинагора, Георг Вагнер побывал в Патриаршей богословской школе на острове Халки вместе с профессорами из Свято-Сергиевского института Антоном Карташёвым и Львом Зандером.

### Священник Московского патриархата
29 мая 1955 года на Трёхсвятительском подворье на улице Петель в Париже Экзархом Московской Патриархии в Западной Европе митрополитом Николаем (Ерёминым) был рукоположён в сан диакона, а 6 июня того же года тем же архиереем — в сан священника.
В 1955—1962 годы, он совершал своё пастырское служение в Берлине, будучи клириком Западноевропейского экзархата Русской православной церкви, в должности 2-й помощник настоятеля Свято-Владимировской церкви в Берлине.
Он основал приход святого Иоанна Златоуста, став его настоятелем и где он совершал богослужение на церковно-славянском и немецком языках.
В 1962 году поступил на филологический факультет в Западном Берлине и начал работать над докторской диссертацией о литургии св. Иоанна Златоуста.
Последствия холодной войны, смена руководства Экзархата Московского Патриархата в Берлине и другие причины приводят его к отдалению от Московского патриархата. Как пишет Антуан Нивьер, в контакт с ним вступили советские агенты, пытаясь убедить его сделать публичные заявления с осуждением американского империализма в Германии, однако Георгий отказался, несмотря на оказываемое на него давление. Тогдашний глава Экзархата Русской православной церкви в Западной Европе архиепископ Борис (Вик) делал громкие заявление в пользу советской политики. Происходили изменения и в берлинских приходах. Старые священники оттеснялись на вторые роли, а вместо них присылали священников из СССР, с которыми у священника Георгия Вагнера не сложились отношения; единственным исключением был игумен Ювеналий (Поярков), с которым он поддерживал эпизодические контакты вплоть до своей смерти. Как пишет Антуан Нивьер, архиепископ Георгий не любил вспоминать об этом периоде своей жизни.

### Священник Западно-Европейской архиепископии
После нескольких месяцев колебаний, в течение которых он часто бывал в небольшой греческой церкви Берлина, священник Георгий Вагнер решает перейти в Экзархат русских приходов в Западной Европе, находившийся в юрисдикции Константинопольского Патриархата, и который с 1961 года находился под руководством архиепископа Георгия (Тарасова). Его прошение в 1964 году вызывало подозрения со стороны ряда должностных лиц Экзархата, разглядели в этом провокацию Московского патриархата с целью проникновения в экзархат, но в итоге, благодаря ручательству своего бывшего учителя протопресвитера Николая Афанасьева и бывшего товарища по учёбе в Свято-Сергиевском институте священника Георгия Дробота, его приняли в 1965 году в клир Западноевропейского Экзархата Константинопольского Патриархата.
В 1965 года возведен в сан протоиерея, а в 1966 году и назначен благочинным приходов в Западной Германии.
В 1967 году, после смерти протопресвитера Николая Афанасьева, совет профессоров Богословского Института в Париже поручил протоиерею Георгию Вагнеру кафедру канонического права, став доцентом данного института. В 1969 году он начал преподавать там же литургическое богословие вместо Феодосия Спасского. В 1970 году становится профессором данного института по кафедрам канонического права и литургики. В этот же период он регулярно совершает богослужения в Покровском монастыре в Бюсси-ан-От и устанавливает тесные связи с монашеской общиной, в частности с матерью Феодосией (Соломянской).
В 1970 году он заканчивает докторскую диссертацию «Источниках Божественной литургии св. Иоанна Златоуста», которую с успехом защитил на следующий год в Берлинском университете. Эта работа, в которой на основании подробных текстологических исследований доказывается авторство святителя Иоанна. Диссертация была опубликована в Мюнстере в 1973 году под названием «Происхождение Златоустовой литургии» («Der Urprung des Chrysostomusliturgie») в серии «Liturgiewissenschaftliche Quellen und Forshungen», вып. 59..
12 марта 1971 года пострижен в рясофор и на следующее воскресение, 14 марта, возведён в сан архимандрита в церкви Державной иконы Божией Матери в городе Шавиль.

### Викарный епископ
30 июня 1971 года стал одним из пяти викарных епископов, избранных для Архиепископии Священным Синодом Константинопольского Патриарха. При этом ему был дан титул «Евдокиадский».
3 октября 1971 года в Александро-Невском соборе в Париже был хиротонисан во епископа Евдокиадского, викария Западно-Европейской архиепископии Констентинпольского патриархата. Хиротонию совершили: архиепископ Георгий (Тарасов), митрполит Галльский Мелетий (Карабинис), его викарий епископ Сасимский Иеремия (Каллийоргис), и викарии Западноевропейского экзархата: епископ Кампанский Мефодий (Кульман) и епископ Зилонский Александр (Семёнов-Тян-Шанский). Тогда же назначен управлять приходами Западноевропейской архиепископии в Германии и Дании.
В 1972—1973 годы читал лекции на Курсах при Обществе церковного пения в Париже. В 1973 году прекращает преподавать в Свято-Сергиевском институте.
В апреле 1974 года после смерти епископа Мефодия (Кульмана), он посвятил себя руководству пастырского служению на прихода Христа-Спасителя в Аньере, где он поселился. Наряду с приходским служением в Аньере, где ему помогал протоиерей Александр Ребиндер, архиепископ Георгий (Тарасов) поручил ему управлять ему приходами в Германии.
С 1974 года до конца жизни являлся членом Межепископского православного комитета во Франции
В 1977—1981 годы также служил настоятель церкви при Русском доме в Кормей-ан-Паризи, под Парижем.
В 1978 году становится председателем церковного суда и канонической комиссии Западноевропейской архиепископии и редактором епархиального календаря и журнала «Церковный Вестник», официального издания Западноевропейской архиепископии.
После кончины в 1979 году епископа Стефана (Тимченко) архиепископ Георгий (Тарасов) поручил ему, кроме приходов в Германии, и скандинавские приходы.

### Глава Западноевропейского экзархата русских приходов
22 марта 1981 года скончался глава Западноевропейской архиепископии Русских приходов архиепископ Георгий (Тарасов). После этого епископ Георгия становится местоблюстителем до начала епархиальной ассамблеи. 1 мая 1981 года чрезвычайный епархиальный съезд под председательством митрополита Мелетия его избрал управляющим Западноевропейским экзархатом русских православных приходов. 6 мая того же года Священным Синодом Константинопольского Патриархата утверждён в этой должности и возведён в сан архиепископа. 7 мая стал настоятелем Свято-Александро-Невского собора в Париже.
5 июля того состоялась его торжественная интронизация в присутствии митрополита Мелетия (Карабиниса), епископов Иеремии (Каллийоргиса) и Романа (Золотова), Гавриила (Салиби) (Антиохийский патриархат) и Адриана (Хрицку) (Румынский патриархат), а также около сорока священников. Являлся членом Совета христианских церквей во Франции.
За 12 лет своего возглавления Западноевропейской архиепископии русских приходов он трижды созывал епархиальные ассамблеи (1982, 1986, 1990) и трижды пастырские съезды (1984, 1989, 1992), в которых приняли участие клирики и миряне и мирян из Франции, Бельгии, Голландии, Германии, Швеции, Норвегии и Италии. По словам протопресвитера Бориса Боринского: «Одной из главных его удач было укрепление канонической связи архиепископии со Вселенской Патриархией, в частности благодаря неоднократным посещениям Константинополя».
В 1989 году возобновил преподавание в Свято-Сергиевском богословском институте, взяв на себя курс канонического права и часть курса по литургическому богословию. 8 февраля 1991 года скончался ректор Свято-Сергиевского богословского института протопресвитер Алексий Князев, после чего 12 февраля того же года архиепископ Георгий был избран ректором института, заняв одновременно должность настоятеля Сергиевского подворья. Когда в июне 1991 году стала обсуждаться идея трёхсторонней встречи между представителями Московским Патриархатом, РПЦЗ и Западноевропейской архиепископией, то архиепископ Георгий «интереса или восторга не проявил. Он считает, что этот вопрос его юрисдикции не касается».
Летом 1992 года у него началась болезнь, которая причиняла ему сильную боль. Болезнь помешала ему возобновить возобновить лекции в течение последнего учебного года в богословском институте и не давала возможности совершать литургию. Превозмогая боль, ну которую он никогда не жаловался, он в последний раз возглавил литургию в соборе 15 февраля 1993 года, на Сретение.
Скончался в 10 часов утра 6 апреля 1993 года в своей епископской резиденции в Аньере. Похоронен в крипте Успенской церкви на кладбище Сент-Женевьев-де-Буа под Парижем.

## Научная и прочая деятельность
С 1960-х годов участвовал в литургических съездах, устраиваемых в Богословском институте в Париже, выступал с научными докладами. Автор многих статей по истории православного богослужения и канонического права. Печатался в «Вестнике РСХД», «Новом журнале». В 1975—1976 годы был редактором журнала «Вечное». С 1978 года до конца жизни был редактором журнала «Церковный Вестник». Будучи епископом, осуществил перевод с греческого на русский язык богословского труда «Источники Божественного Откровения по учению Православной Церкви».

## Публикации
статьи
- Наше православное призвание и наша неверность ему // Вестник русского христианского движения. — Париж. 1969. — № 93 (III). — С. 26-32
- Киевский митрополит Иларион и Русская митрополия // Православная мысль: Труды Православного богословского института в Париже. 1971. — Вып. 14
- Рец. на: Прот. Николай Афанасьев. Церковь Духа Святого. Париж, 1971 // Вестник Русского студенческого христианского движения. — Вып. 101/102. 1971. — С. 308—311
- О Духе Святом // Вестник русского христианского движения. 1973. — № 107 (I). — С. 5-14

книги
- Der Ursprung der Chrysostomosliturgie (Liturgiewissenschaftliche Quellen und Forshungen, Heft 59). Munster/Westfalen, 1973, ISBN 3-402-03840-4
- Происхождение Литургии Иоанна Златоуста. — Paris : Liturgica, 1995. — 171 с.
- Проповеди. Париж; Москва: Liturgica 1998 г. 152 с.
- «La liturgie, experience de l’Église. Études liturgiques» Presses Saint-Serge, Paris 2003, ISBN 2-914262-20-5. (сборник статей)